# محمد كتو
محمد كتو (15 ديسمبر 1915-30 أكتوبر 1999 (84 سنة)

) هو عالم ومقرئ وفقيه مفتي، ومدرس واعظ جزائري.

## الأصل، الميلاد، الوفاة
أصل عائلة محمد بن الشيخ أحمد بن محمد بن الحاج السعيد كتو من قرية تفريت ناث الحاج من قرى أزفون في منطقة القبائل الكبرى. هاجر والده الشيخ أحمد كتو لاجئا إلى تونس سنة 1890م فرارا من التجنيد العسكري للاحتلال الفرنسي، فاستقر بقرية بجاوة التابعة لمدينة ماطر التي تبعد عن العاصمة تونس بحوالي 60 كلم حيث ولد محمد كتو يوم 15 ديسمبر 1915م.
مرض الشيخ في أواخر حياته، فلزم بيته بمسكنه بالمرادية (الجزائر العاصمة) فترة يزوره أصدقاؤه وتلامذته إلى أن توفاه الله يوم 30 أكتوبر 1999م، وشيعت جنازته إلى مقبرة سيدي يحي بالعاصمة الجزائر، بحضور عدد كبير من العلماء..

## الدراسة
تلقى تعليمه على العديد من الأساتذة والمشايخ:
- والده الشيخ أحمد كتو: زاول تعليم القرآن وكان من المداومين على تلاوته. حفظ عليه القرآن وهو ما يزال طفلا يافعا. كما أخذ عليه مبادئ اللغة والفقه، وحفظ بعض المتون. ثم التحق بجامع الزيتونة ليواصل دراسته على أساتذه وتخصص في القراءات والتجويد الذي ولع بهما ولعا شديدا.

من شيوخه في القراءات في الزيتونة:
- الشيخ عبد الواحد المرغني
- الشيخ البيجاني زفزون
- الشيخ علي التريكي
- الشيخ صالح الكسراوي

## العودة إلى الجزائر
بالرغم من استقرار الأسرة في تونس وتكيفها مع الحياة وتطلعها إلى غد مشرق، لكنه آثر ان يعود إلى بلاده وبالضبط إلى مسقط راسه، وقد أصبح حديث أهل قريته بعد أن القى درسا بزاوية القرية (تيفريت نايت الحاج) باللغة العربية الفصحى، حيث ان الناس في تلك الأيام رغم أنهم أمازيغ لا يتكلمون إلا اللهجة الأمازيغية.

## إجازاته
اجازه العديد من العلماء الاجلاء من تونس والجزائر بعد أن خبروه وامتحنوه. منهم:
- أستاذه العلامة الشيخ عبد الواحد المرغني المدرس بجامع الزيتونة الذي اجازه في علم القراءات.
- العلامة الشيخ الشاذلي النيفر الأستاذ بجامع الزيتونة الذي أجازه بكل مروباته.
- العلامة الشيخ علي بن خوجة مفتي الديار التونسية الذي أجازه برواية صحيح البخاري.
- العلامة الشيخ محمد بابا عمر الذي أجازه بالصحيحين وموطأ الإمام مالك. وهذا نص إجازته:

الحمد لله رب العالمين والصلاة والسلام على رسول الله صلى الله عليه وعلى آله وسلم وبعد: فيقول العبد المعترف بالعجز والتقصير، أسير ذنبه، الملتجئ إلى ربه، محمد بن مصطفى بن محمد بن المدني بن الشيخ بابا عمر، إن أخانا في الله، المتمسك بسنة رسول الله صلى الله عليه وعلى آله وسلم، الطالب الأجل التالي لكتاب الله عز وجل، الفقيه النبيه، الأديب النزيه، السيد محمد بن أحمد بن محمد الحاج السعيد كتو قد لازمني مرارا عديدة، وجاورني أزمنة مديدة مباركة سعيدة، سمعت منه قراءة صحيح البخاري، واطلعت على ترتيل قراءته وحسن تأديته ونباهته ونجابته، تولى الله حفظه وسعادته، وأجمل سيرته وسيادته، فطلب من العبد الفقير اتصال سنده بطريق الإجازة ظنا منه بحسن طويتي الكمال، معتقدا ان العبد الحقير ممن يتعلق به في هذا المجال، حقق الله لنا وله ما نرجوه من الكريم المتعال. كتب بتاريخ 28 جمادى الأولى عام 1392 هـ.

## أعماله
تنوعت اهماماته مع أن جلها انحصر في مجال النشاط الديني من وعظ وتدريس وافتاء، الخ.
- دروس الوعظ والإرشاد في المساجد والمصليات في كل مساجد القطر الجزائري.
- الدروس التي كان يلقيها تحت عنوان الحديث الديني في التلفزة والإذاعة الجزائريتين.
- تدريس علم القراءات والتجويد بمعهد تكوين الأئمة التابع لوزارة الشؤون الدينية الجزائرية.
- المشاركة بصفة شخصية أو ممثلا للجزائر في المؤتمرات والندوات والمسابقات الدينية التي بنظم في الدول الإسلامية.
- عضو بالرابطة العالمية الإسلامية للقراء والمجودين ليكون.